# Amadeus Arkham
Il dott. Amadeus Arkham è un personaggio dei fumetti DC Comics, creato da Len Wein Grant Morrison e Dave McKean nella graphic novel Arkham Asylum: Una folle dimora in un folle mondo del 1989. Nella finzione delle storie su Batman è il fondatore dell'Arkham Asylum.

## Biografia del personaggio
Fu uno psichiatra e fondatore del manicomio di Arkham, eretto in memoria della madre defunta Elizabeth Arkham. L'imponente struttura è situata in un'isola non lontano da Gotham City. Sua madre sembrava essere afflitta e perseguitata da un grande pipistrello, che appariva nelle sue visioni. Quando anche Amadeus ebbe gli stessi incubi di sua madre, la uccise, mettendo fine alla sua pazzia inscenando un suicidio. Si sposò ed ebbe una figlia. Una notte, tornato dal lavoro, trovò sua moglie Constance e sua figlia assassinate. L'assassino lasciò sul corpo della figlia la firma Martin "Mad Dog" (Cane Pazzo) Hawinks. Quando la polizia di Gotham catturò Mad Dog e lo rinchiuse nel manicomio, il dottor Amadeus, ormai sull'orlo della pazzia, lo prese come paziente personale, e, fuori di sé, gli inflisse una serie di torture elettroshock letali vendicando così la morte dei suoi cari. Uccidendo Hawinks il dottor Amadeus fu rinchiuso in manicomio diventando un paziente del suo stesso ospedale psichiatrico. Nella sua cella Amadeus riuscì a riportare dei segni indecifrabili sulle pareti della sua cella, reperibili nel videogioco Batman: Arkham Asylum. Stando a quanto riportato dai glifi, Amadeus è divenuto un fantasma condannato a vagare per il suo manicomio senza trovare pace.

## Altri media
Il videogioco Batman: Arkham Asylum, sviluppato da Rocksteady Studios, si svolge tra le mura del manicomio in uno scenario neogotico. Superando varie prove e altrettante sfide si potranno ottenere biografie sui tanti personaggi del gioco, tra cui Amadeus Arkham. Continuando il gioco si farà la scoperta dell'esistenza dello spirito di Arkham, sempre riferito ad Amadeus. Inoltre nel cimitero del manicomio è possibile visitare la sua tomba.